# NGC 7554
NGC 7554 (другие обозначения — PGC 70850, 3ZW 99, NPM1G -02.0510) — эллиптическая галактика (E) в созвездии Рыбы.
Этот объект входит в число перечисленных в оригинальной редакции «Нового общего каталога».